# A Safe Adventure
A Safe Adventure est un film en noir et blanc, courte comédie sortie en 1915 aux États-Unis.

## Fiche technique
- Réalisation :
- Production :
- Date de sortie :
  - 9 janvier 1915

## Distribution
- Clarence Barr :  M. Bond
- Florence Lee :  sa secrétaire
- Walter V. Coyle :  M. Curl (en tant que Walter Coyle)
- Dave Morris :  Commissaire-priseur
- Gus Pixley :  l'homme qui bouge
- Pat Whelan :  l'homme qui bouge
- Madge Kirby :  la fille dans le bureau
- Gus Alexander :  garçon de bureau